# Championnat d'Irlande de football 1946-1947
Navigation
Édition précédente Édition suivante
Le Championnat d'Irlande de football en 1946-1947. Le titre de champion d'Irlande est remporté par Shelbourne FC pour la cinquième fois. 

## Les 8 clubs participants
- Bohemian Football Club
- Cork United Football Club
- Drumcondra Football Club
- Dundalk Football Club
- Limerick Football Club
- Shamrock Rovers Football Club
- Shelbourne Football Club
- Waterford United Football Club

## Classement
| Rang | Équipe           | Pts | J  | G | N | P | Bp | Bc | Diff |
| ---- | ---------------- | --- | -- | - | - | - | -- | -- | ---- |
| 1    | Shelbourne FC    | 19  | 14 | 8 | 3 | 3 | 34 | 24 | +10  |
| 2    | Drumcondra FC    | 18  | 14 | 8 | 2 | 4 | 29 | 25 | +4   |
| 3    | Shamrock Rovers  | 17  | 14 | 7 | 3 | 4 | 34 | 21 | +13  |
| 4    | Cork United T'C' | 16  | 14 | 7 | 2 | 5 | 40 | 27 | +13  |
| 5    | Bohemian FC      | 13  | 14 | 5 | 3 | 6 | 33 | 33 | 0    |
| 6    | Dundalk FC       | 11  | 14 | 4 | 3 | 7 | 25 | 37 | -12  |
| 7    | Waterford United | 9   | 14 | 3 | 3 | 8 | 17 | 30 | -13  |
| 8    | Limerick FC      | 9   | 14 | 2 | 5 | 7 | 16 | 31 | -15  |

| Légende : Qualifications et relégations | Légende : Qualifications et relégations                                     |
| --------------------------------------- | --------------------------------------------------------------------------- |
|                                         | Champion d'Irlande                                                          |
|                                         | T : Tenant du titre P : Promu C : Vainqueur de la Coupe d'Irlande 1946-1947 |

## Source
- (en) Alex Graham, Football in the Republic of Ireland : a Statistical Record 1921–2005, Soccer Books Ltd, novembre 2005, 142 p. (ISBN 978-1862231351).